# Dicranomyia (Melanolimonia) stylifera
Dicranomyia (Melanolimonia) stylifera is een tweevleugelige uit de familie steltmuggen (Limoniidae). De soort komt voor in het Palearctisch gebied.